# خايمي سيردا
خايمي سيردا (بالإنجليزية: Jaime Cerda)‏ هو لاعب كرة قاعدة أمريكي، ولد في 26 أكتوبر 1978.